# The Red Riding Trilogy
Pour plus de détails, voir Fiche technique et Distribution.
The Red Riding Trilogy est une trilogie de téléfilms britanniques basée sur une série de romans policiers de David Peace, diffusée en 2009 sur Channel 4 au Royaume-Uni et en 2010 aux États-Unis.
Andrew Garfield interprète Eddie Dunford, le personnage principal présent dans le film (Red Riding: In the Year of Our Lord 1974),, et fait des apparitions dans (Red Riding: In the Year of Our Lord 1980) et (Red Riding: In the Year of Our Lord 1983).

## Synopsis
La trilogie présente l'évolution de divers enquêteurs autour de meurtres en série sur fond de corruption.

## Fiche technique

### Caractéristiques techniques communes
- Scénario : Tony Grisoni, d'après le roman de David Peace
- Casting : Nina Gold
- Pays d'origine :  Royaume-Uni
- Genre : Thriller, policier

### The Red Riding Trilogy: 1974
- Titre original : Red Riding: In the Year of Our Lord 1974
- Réalisation : Julian Jarrold
- Scénario : Tony Grisoni, d'après le roman de David Peace
- Directeur de la photographie : Rob Hardy (en)
- Montage : Andrew Hulme
- Décors : Cristina Casali
- Direction artistique : Julie Ann Horan
- Décors de plateau : Duncan Wheeler
- Costumes : Natalie Ward
- Musique : Adrian Johnston

### The Red Riding Trilogy: 1980
- Titre original : Red Riding: In the Year of Our Lord 1980
- Réalisation : James Marsh
- Directeur de la photographie : Igor Martinovic
- Montage : Jinx Godfrey
- Direction artistique : Sami Khan
- Décors : Tom Burton
- Costumes : Charlotte Walter
- Musique : Dickon Hinchliffe

### The Red Riding Trilogy: 1983
- Titre original : Red Riding: In the Year of Our Lord 1983
- Réalisation : Anand Tucker
- Directeur de la photographie : David Higgs
- Montage : Trevor Waite
- Direction artistique : Katie MacGregor
- Décors : Alison Dominitz
- Décors de plateau : Alex Marden
- Costumes : Caroline Harris
- Musique : Barrington Pheloung

## Les téléfilms

### The Red Riding Trilogy: 1974

#### Synopsis
Le journaliste Eddie Dunford revient dans le Yorkshire pour l'enterrement de son père. Il enquête sur la disparition d'une fillette, et fait le rapprochement avec d'autres cas similaires jamais résolus. Il se heurte à une police inefficace car corrompue, toute la région étant sous la coupe de John Dawson, un puissant entrepreneur local.

#### Distribution
- Andrew Garfield (V. F. : Cédric Dumond) : Eddie Dunford
- Sean Bean (V. F. : Philippe Vincent) : John Dawson
- Rebecca Hall (V. F. : Natacha Muller) : Paula Garland
- Cathryn Bradshaw (en) (V. F. : Martine Irzenski) : Marjorie Dawson
- Anthony Flanagan (V. F. : Adrien Antoine) : Barry Gannon
- Warren Clarke (V. F. : Jacques Frantz) : l'assistant chef de la police Bill Molloy
- Shaun Dooley (V. F. : Boris Rehlinger) : l'inspecteur-détective Dickie Alderman
- Sean Harris (V. F. : Pierre-François Pistorio) : le surintendant-détective Bob Craven
- John Henshaw (V. F. : Richard Leblond) : Bill Hadley
- Gerard Kearns : Leonard Cole
- Eddie Marsan (V. F. : William Coryn) : Jack Whitehead
- Tony Mooney (V. F. : Marc Alfos) : Tommy Douglas
- David Morrissey (V. F. : Xavier Fagnon) : le détective surintendant en chef Maurice Jobson
- Robert Sheehan (V. F. : Paolo Domingo) : BJ
- Daniel Mays (V. F. : Christophe Lemoine) : Michael Myshkin
- Peter Mullan (V. F. : Féodor Atkine) : le révérend Martin Laws
- Chris Walker (V. F. : Patrick Bethune) : Jim Prentice
- Mary Jo Randle : Mme Dunford, la mère d'Eddie
- Steven Robertson : Bob Fraser
- Cara Seymour (V. F. : Ivana Coppola) : Mary Cole
- Michelle Dockery (V.F. : Barbara Beretta) : Kathryn Taylor

Source : Casting sur IMDb

### The Red Riding Trilogy: 1980

#### Distribution
- Lesley Sharp (V. F. : Marie-Christine Robert) : Joan Hunter
- Jim Carter (V. F. : Pierre Dourlens) : Harold Angus
- Warren Clarke (V. F. : Jacques Frantz) : Bill Molloy, l'assistant chef de la police
- Paddy Considine (V. F. : Thierry Ragueneau) : Peter Hunter
- Shaun Dooley (V. F. : Boris Rehlinger) : l'inspecteur-détective Dickie Alderman
- Julia Ford (V. F. : Nathalie Régnier) : Elizabeth Hall
- Sean Harris (V. F. : Pierre-François Pistorio) : le surintendant-détective Bob Craven
- Eddie Marsan (V. F. : William Coryn) : Jack Whitehead
- Joseph Mawle : Peter Sutcliffe (The Ripper)
- Tony Mooney (V. F. : Marc Alfos) : Tommy Douglas
- David Morrissey (V. F. : Xavier Fagnon) : le détective surintendant en chef Maurice Jobson
- Peter Mullan (V. F. : Féodor Atkine) : le révérend Martin Laws
- Robert Sheehan (V. F. : Paolo Domingo) : BJ
- Chris Walker (V. F. : Patrick Bethune) : Jim Prentice
- Maxine Peake (V. F. : Julie Dumas) : l'inspecteur Helen Marshall
- Tony Pitts (V. F. : David Kruger) : le détective surintendant en chef John Nolan
- Andrew Garfield (V. F. : Cédric Dumond) : Eddie Dunford

Source : Casting sur IMDb
Source et légende : Version française (V. F.) sur Doublagissimo

### The Red Riding Trilogy: 1983

#### Synopsis
Après la disparition d'une nouvelle petite fille, le superintendant Maurice Jobson relève des similitudes troublantes avec les enlèvements de 1974 qui le forcent à admettre qu'il a peut-être aidé à faire condamner la mauvaise personne. En essayant de corriger cette erreur judiciaire, l'avocat John Piggott découvre que plusieurs affaires ont été étouffées.

#### Distribution
- Andrew Garfield (V. F. : Cédric Dumond) : Eddie Dunford
- Saskia Reeves (V. F. : Blanche Ravalec) : Mandy Wimer
- Mark Addy (V. F. : Bruno Dubernat) : John Piggott
- Sean Bean (V. F. : Philippe Vincent) : John Dawson
- Warren Clarke (V. F. : Jacques Frantz) : l'assistant chef de la police Bill Molloy
- Jim Carter (V. F. : Pierre Dourlens) : Harold Angus
- Shaun Dooley (V. F. : Boris Rehlinger) : l'inspecteur-détective Dickie Alderman
- Sean Harris (V. F. : Pierre-François Pistorio) : le surintendant-détective Bob Craven
- John Henshaw (V. F. : Richard Leblond) : Bill Hadley
- Gerard Kearns : Leonard Cole
- Daniel Mays (V. F. : Christophe Lemoine) : Michael Myshkin
- Tony Mooney (V. F. : Marc Alfos) : Tommy Douglas
- David Morrissey (V. F. : Xavier Fagnon) : le détective surintendant en chef Maurice Jobson
- Peter Mullan (V. F. : Féodor Atkine) : le révérend Martin Laws
- Robert Sheehan (V. F. : Paolo Domingo) : BJ
- Chris Walker (V. F. : Patrick Bethune) : Jim Prentice
- Tony Pitts (V. F. : David Kruger) : le détective surintendant en chef John Nolan
- Steven Robertson : Bob Fraser
- Cara Seymour (V. F. : Ivana Coppola) : Mary Cole
- Michelle Dockery : Kathryn Taylor
- Catherine Tyldesley (V. F. : Dorothée Pousséo) : Tessa
- Hilton McRae (V. F. : François Dunoyer) : Clive McGuiness
- Chris Brailsford (V. F. : Patrick Osmond) : le sergent à l'accueil

Source : Casting sur IMDb
Source et légende : Version française (V. F.) sur Doublagissimo

## Édition
Les 3 films ont été regroupés dans un coffret DVD sorti en 2009 par Studiocanal et doublés en français.

## Adaptation
Columbia Pictures a acquis les droits des romans pour en faire un film américain. En octobre 2009, le studio était en négociation avec Ridley Scott pour le réaliser. Andrew Garfield et Rebecca Hall sont envisagés pour reprendre leurs rôles.